# Mark Pusker
Mark Pusker (* 21. Dezember 1984 in Szeged) ist ein ungarischer Jazzmusiker (Sopran- und Altsaxophon, Komposition).

## Leben und Wirken
Pusker erhielt eine klassische Klarinettenausbildung. Als Jugendlicher begann er, sich mit improvisierter Musik zu beschäftigen und daneben Jazz auf dem Saxophon zu spielen. Als er nach Deutschland kam, ließ er sich zunächst im Allgäu nieder, um in der klassischen und der Jazzmusik tätig zu sein. Seit 2013 lebt er in München. Er wirkte dort als Mitglied im Brasil Art Orchestra, in der Monaco Jazzclub Big Band, im Munich Composers Collective, dem Orchester von Alessandro De Santis, dem Michael Gerle Quartett und dem Trio Nuage. Mit dem Quintett von Christos Asonitis ist er an dessen Album An Ode to the Light beteiligt, das 2018 erschien. Er gründete sein eigenes Quartett mit dem chilenischen Gitarristen Diego Riedemann sowie als Rhythmusgruppe Peter Cudek und Guido May. Mit dieser Band veröffentlichte er 2019 bei Timezone sein Debütalbum Circles in Time mit eigenen Kompositionen. Er spielt zudem im Duo mit Alan Broadbent.
Pusker arbeitete weiterhin mit Musikern wie Dusko Goykovich, Markus Stockhausen, Richie Beirach, Tia Fuller, Bert Joris, Tim Hagans, Claus Reichstaller, Evan Tate, Charlie Horváth, Kornél Fekete-Kovács und Attila Blaho.